# Josep Maria Esquerda i Segués
Josep Maria Esquerda i Segués   (Lleida, 7 de juny de 1946 - 25 de gener de 2023) fou un polític català, senador per Lleida en la VIII i IX Legislatures.

## Biografia
Va treballar com a perit agrícola i òptic optometrista. El 1977 s'afilià a ERC i a la Joventut Republicana de Lleida. Disconforme amb la direcció del partit, el 1983 formà el grup Renovadors d'Esquerra i el 1984 marxà a l'Entesa de l'Esquerra Catalana, que abandonà el 1986, i de 1983 al 1990 fou membre del Grup d'Opinió Cruïlla. El 1991 retornà a Esquerra Republicana de Catalunya, i el 1996 en fou elegit president de la Federació a Lleida. Fou escollit senador per la circumscripció de Lleida per l'Entesa Catalana de Progrés a les eleccions generals espanyoles de 2004 i del 2008.
També fou membre de l'Orfeó Lleidatà, d'Òmnium Cultural, dels Amics de la Seu Vella, de Talia Teatre i de l'Aeroclub de Lleida.